# Karl von Landmann
Karl Johann Casimir von Landmann, seit 1891 Ritter von Landmann, ab 1913 von Landmann (* 23. August 1846 in Großweingarten; † 21. Juli 1925 in München) war ein bayerischer General der Artillerie, Militärschriftsteller und während des Ersten Weltkriegs stellvertretender Vorsitzender des Zentralkomitees des Bayerischen Landesvereins vom Roten Kreuz.

## Leben

### Herkunft
Er war der Sohn des Revierförsters Anton Landmann (* 1810) und dessen Ehefrau Maxililiane, geborene Schmaus. Sein Vater war der Sohn des bayerischen Hofrats und fürstlich Wallersteinischen Landvogts Philipp Kasimir Landmann.

### Militärkarriere
Mit zwölf Jahren trat Landmann in das Kadettenkorps in München ein, dass er 1864 als Jahrgangsbester beendete. Anschließend wurde er am 24. August 1864 als Junker im 1. Feldartillerie-Regiment der Bayerischen Armee angestellt. Landmann absolvierte zunächst die Artillerie- und Genie-Schule. Mit der Mobilmachung anlässlich des Krieges gegen Preußen wurde die Schule am 11. Mai 1866 geschlossen und Landmann einer Batterie unter dem Hauptmann Gustav Ehrlich zugeteilt. Mit der Formation kam er auf den unterfränkischen Kriegsschauplatz, ohne jedoch in Kampfhandlungen verwickelt zu werden. Außerdem war Landmann am 20. Mai 1866 zum Unterleutnant befördert worden. Fünf Monate nach Beendigung des Krieges nahm er seine Ausbildung wieder auf und schloss diese erfolgreich ab. Innerhalb seines Regiments kam Landmann anschließend zur 2. Batterie unter Hauptmann Ludwig Mussinan. Im Oktober 1868 folgte seine dreijährige Kommandierung an die Kriegsakademie sowie am 27. Februar 1870 die Beförderung zum Oberleutnant. Auch diese Ausbildung musste Landmann kriegsbedingt unterbrechen. Im Herbst 1870 nahm er mit der 2. Fußartillerie-Batterie „Linprun“ während des Krieges gegen Frankreich an der Einschließung und Belagerung von Paris teil. Für seine Leistungen wurde Landmann mit dem Eisernen Kreuz II. Klasse sowie dem Ritterkreuz II. Klasse des Militärverdienstordens mit Schwertern ausgezeichnet.
Nach Kriegsende verblieb Landmann bis Herbst 1871 beim Besatzungsheer in Frankreich. Dann kehrte er an die Kriegsakademie zurück und beendete im Jahr darauf seine Studien mit der Qualifikation für den Generalstab. Anschließend folgte seine Kommandierung zur schweren Batterie „Schleich“, wo er als Batterie- und Instruktionsoffizier die Ausbildung der Einjährig-Freiwilligen leitete. Daran schloss sich mit Beginn des Jahres 1873 seine Kommandierung zum Generalstab an. Im Sommer desselben Jahres unternahm er eine militärwissenschaftliche Reise nach Russland und besuchte die Übungslager der russischen Armee bei Moskau, Warschau und Kasan. Seine dabei gemachten Erkenntnis und Beobachtungen fasste Landmann in einer Denkschrift zusammen. Diese wurde später auch dem Preußischen Kriegsministerium zugänglich gemacht, wo sie ebenfalls große Beachtung fand.
1876 wurde Landmann in das Kriegsministerium kommandiert. Gleichzeitig unterrichtete er bis 1879 Taktik an der Kriegsakademie. Am 2. April 1877 folgte seine Beförderung zum Hauptmann. Zusätzlich wurde Landmann zum Adjutanten des Kriegsministers Joseph Maximilian von Maillinger ernannt. Unter Entbindung von beiden Stellungen wurde er im April 1879 als Zweiter Generalstabsoffizier in den Stab des I. Armee-Korps unter General der Infanterie Ludwig von der Tann-Rathsamhausen versetzt. In dieser Funktion verblieb Landmann jedoch nur kurz. Für vier Wochen wurde er in die Schweiz entsandt, um eine Rekognoszierung des Jura-Gebiets zwischen Doubs und Aare vorzunehmen. Daran schloss sich seine Kommandierung in den Großen Generalstab nach Berlin an. Im Verlauf dieser Kommandierung nahm Landmann an den Herbstübungen sowie der letzten Generalstabsreise unter Generalfeldmarschall Helmuth von Moltke nach Schleswig-Holstein teil. Eine weitere Übungsreise führte ihn 1882 für vier Wochen nach Österreich, Italien und in die Schweiz.
Am 11. Dezember 1882 kehrte Landmann mit seiner Versetzung in das 3. Feldartillerie-Regiment „Königin Mutter“ und der Ernennung zum Batteriechef in den Truppendienst zurück. Es folgte am 13. November 1885 seine Versetzung als Generalstabsoffizier in den Stab der 2. Division nach Augsburg, wo er die nächsten zwei Jahre verblieb und am 24. November 1885 zum Major befördert worden war. In gleicher Funktion kam Landmann anschließend zum I. Armee-Korps, dass zwischenzeitlich Leopold von Bayern befehligte. Als Oberstleutnant am 19. Oktober 1889 zur Zentralstelle des Generalstabs versetzt, wurde Landmann am 14. April 1890 unter Stellung à la suite des Generalstabes zum Chef der Abteilung für persönliche Angelegenheiten im Kriegsministerium ernannt und gleichzeitig zum Kommissär für die Sitzungen des Landtages berufen.
Für seine Leistungen belieh ihn Prinzregent Luitpold im Januar 1891 mit dem Ritterkreuz des Verdienstordens der Bayerischen Krone. Damit verbunden war die Erhebung in den persönlichen Adelsstand und er durfte sich nach der Eintragung in die Adelsmatrikel „Ritter von Landmann“ nennen.
Am 15. März 1891 wurde Landmann als Abteilungschef zum Generalstab rückversetzt und dort am 30. November 1891 zum Oberst befördert. Im Jahr darauf zum Chef des Generalstabes des II. Armee-Korps ernannt, war Landmann dann vom 11. September 1894 bis zum 19. Juni 1896 Kommandeur des 5. Feldartillerie-Regiments. Anschließend wurde er zum Generalmajor befördert und am 8. September 1896 zum Direktor der Kriegsakademie ernannt. Gleichzeitig hatte man ihn mit der Wahrnehmung der Geschäfte des Direktors der Artillerie- und Ingenieur-Schule beauftragt. Während seiner Dienstzeit an der Kriegsakademie führte Landmann 1897 eine ca. 20-minütige Prüfung vor der Studienkommission ein, die jeder Bewerber vor seiner Zulassung zu bestehen hatte. Vom 24. Januar 1899 bis zum 6. März 1900 kommandierte er die 2. Feldartillerie-Brigade in Würzburg und wurde anschließend unter Beförderung zum Generalleutnant zum Gouverneur der Festung Ingolstadt ernannt. Landmann brachte die Armierungs- und Alarmpläne auf einen zeitgemäßen Stand und legte sein Augenmerk besonders auf die artilleristische Ausstattung und Bestückungs der Festung und ihrer Forts.
Auf eigenen Wunsch wurde Landmann am 11. Juni 1903 unter Verleihung des Großkreuzes des Militärverdienstordens mit der gesetzlichen Pension zur Disposition gestellt.
König Ludwig III. erhob Landmann am 22. Dezember 1913 in den erblichen Adelsstand.
Während des Ersten Weltkriegs wurde Landmann wiederverwendet. Kurzzeitig nochmals als Gouverneur der Festung Ingolstadt eingesetzt, betätigte er sich in der Freiwilligen Krankenpflege. Am 25. Juni 1917 erhielt er den Charakter als General der Artillerie.

### Militärschriftsteller
Bereits während seiner aktiven Dienstzeit hatte Landmann damit begonnen, militärgeschichtliche Schriften zu verfassen. Aus seiner Studienreise im Frühherbst 1896 nach Belgien zum Besuch der Schlachtfelder des Niederländischen Krieges 1692/97 resultierten die beiden kriegsgeschichtlichen Arbeiten Wilhelm III. von England und Kurfürst Max Emanuel von Bayern im niederländischen Kriege 1692–1697 und Kriegsführung des Kurfürsten Max Emanuel von Bayern 1703–1704.

### Familie
Landmann hatte sich am 22. Oktober 1877 mit Luise Freiin Haller von Hallerstein (* 1857) verheiratet. Sie war die Tochter des k.k. Kämmerers und Feldmarschallleutnants Johann Georg Haller von Hallerstein und dessen Ehefrau Elisabeth Freiin Henninger von Eberg. Aus der Ehe gingen vier Kinder hervor:
- Julius Ludwig Robert (* 1878)
- Klara Maximiliane Sophie (* 1882)
- Bertha (* 1894)
- Rudolf Karl Anton (* 1898)

## Schriften
- Prinz Eugen. Die Begründung der Großmachtstellung Österreich-Ungarns. München 1905.
- Die deutsche Erhebung im Jahre 1813. Mainz 1907.
- Kurfürst Max Emanuel. Manz, Regensburg, 1908 (Digitalisat).
- Napoleon der Erste. Die Vollendung der Revolution. Mainz 1910.
- Ludwig XIV. und seine Zeit. Mainz 1911.
- Moltke. Die Kriegkunst bei Lösung der deutschen Frage. Mainz 1912
- Die deutsche Erhebung im Jahre 1813. Regensburg 1913.
- Deutschland im Weltkriege. Regensburg 1919.